# Komletinci
Komletinci är en ort i Kroatien.   Den ligger i länet Srijem, i den östra delen av landet, 240 km öster om huvudstaden Zagreb. Komletinci ligger 88 meter över havet och antalet invånare är 1 906.
Terrängen runt Komletinci är mycket platt. Runt Komletinci är det glesbefolkat, med 13 invånare per kvadratkilometer. Närmaste större samhälle är Vinkovci, 19,1 km nordväst om Komletinci. I omgivningarna runt Komletinci växer i huvudsak blandskog.